# Karaglukh
Karaglukh ou Qaraglukh (en arménien Քարագլուխ) est une communauté rurale du marz de Vayots Dzor, en Arménie. Elle compte 909 habitants en 2008.